# Sablia syriaca
Sablia syriaca är en fjärilsart som beskrevs av Ludwig Osthelder 1933. Sablia syriaca ingår i släktet Sablia och familjen nattflyn. Inga underarter finns listade.